# Spanje op het Eurovisiesongfestival 1976
Spanje nam deel aan het Eurovisiesongfestival 1976 in Den Haag (Nederland). Het was de 16de deelname van het land aan het festival.

## Selectieprocedure
Voor het eerst sinds 1971 koos de TVE ervoor om een nationale finale te organiseren om hun kandidaat te kiezen voor het festival.
De selectieprocedure bestond uit 3 avonden. De eerste 2 avonden werden alle liedjes gebracht en op de laatste avond werden de resultaten bekendgemaakt. De winnaar werd gekozen door de mensen thuis die hun stem konden uitbrengen en opsturen.

### Eerste show
| Volgorde | Lied                                | Artiest            | Plaats |
| -------- | ----------------------------------- | ------------------ | ------ |
| 1        | "Una vez más"                       | Eddie Santiago     | 3      |
| 2        | "Dime"                              | Eddie Santiago     | -      |
| 3        | "Yo soy mujer sin tí"               | María José Prendes | -      |
| 4        | "Adiós amor"                        | María José Prendes | -      |
| 5        | "Perdóname, perdóname"              | Daniel Velázquez   | 4      |
| 6        | "Palabras, sólo palabras"           | Daniel Velázquez   | -      |
| 7        | "Piensa en mí"                      | Lorenzo Santamaría | -      |
| 8        | "Si tu fueras mi mujer"             | Lorenzo Santamaría | 2      |
| 9        | "Recuerdos"                         | Nubes Grises       | -      |
| 10       | "Nace el sentimiento"               | Nubes Grises       | -      |
| 11       | "El músico y la rosa"               | Myriam de Ryu      | -      |
| 12       | "Pequeño ruiseñor"                  | Myriam de Ryu      | -      |
| 13       | "A tí que hoy despiertas a la vida" | Braulio            | -      |
| 14       | "Sobran las palabras"               | Braulio            | 1      |

### Tweede show
| Volgorde | Lied                              | Artiest                   | Plaats |
| -------- | --------------------------------- | ------------------------- | ------ |
| 1        | "Tu mal comportamiento"           | Morena & Clara            | -      |
| 2        | "El chico que yo más quiero"      | Morena & Clara            | -      |
| 3        | "Oyeme"                           | Oscar Janot               | -      |
| 4        | "Ven conmigo"                     | Oscar Janot               | -      |
| 5        | "Para tí"                         | Tony Landa                | -      |
| 6        | "Adiós"                           | Tony Landa                | -      |
| 7        | "Entre los pliegues de una manta" | Don Francisco & José Luis | -      |
| 8        | "Canta y ya seremos dos"          | Don Francisco & José Luis | -      |
| 9        | "Diós bendiga la música"          | Mike Kennedy & Los Bravos | -      |
| 10       | "Nunca nunca nunca"               | Mike Kennedy & Los Bravos | -      |
| 11       | "Ángel mío"                       | Mochi                     | -      |
| 12       | "Vive conmigo"                    | Mochi                     | -      |
| 13       | "Cuando todos cantemos juntos"    | Miguel Ángel              | -      |
| 14       | "Adiós María"                     | Miguel Ángel              | -      |

## In Den Haag
In Den Haag moest Spanje optreden als 12de, net na Finland en voor Italië. Op het einde van de puntentelling hadden ze 11 punten verzameld, goed voor een 16de plaats. Dit was tot 1983 de slechtste prestatie voor het land.

### Gekregen punten

#### Finale
| 12 punten | 10 punten | 8 punten                                | 7 punten | 6 punten                  |
| --------- | --------- | --------------------------------------- | -------- | ------------------------- |
|           |           |                                         |          |                           |
| 5 punten  | 4 punten  | 3 punten                                | 2 punten | 1 punt                    |
|           |           | - Italië - Monaco - Verenigd Koninkrijk |          | - Frankrijk - Griekenland |

### Punten gegeven door Spanje

#### Finale
Punten gegeven in de finale:
| 12 punten | Verenigd Koninkrijk |
| 10 punten | Frankrijk           |
| 8 punten  | Oostenrijk          |
| 7 punten  | Monaco              |
| 6 punten  | Finland             |
| 5 punten  | Ierland             |
| 4 punten  | Zwitserland         |
| 3 punten  | Nederland           |
| 2 punten  | Duitsland           |
| 1 punt    | Israël              |

1961 · 1962 · 1963 · 1964 · 1965 · 1966 · 1967 · 1968 · 1969 · 1970 · 1971 · 1972 · 1973 · 1974 · 1975 · 1976 · 1977 · 1978 · 1979 · 1980 · 1981 · 1982 · 1983 · 1984 · 1985 · 1986 · 1987 · 1988 · 1989 · 1990 · 1991 · 1992 · 1993 · 1994 · 1995 · 1996 · 1997 · 1998 · 1999 · 2000 · 2001 · 2002 · 2003 · 2004 · 2005 · 2006 · 2007 · 2008 · 2009 · 2010 · 2011 · 2012 · 2013 · 2014 · 2015 · 2016 · 2017 · 2018 · 2019 · 2020 · 2021 · 2022 · 2023 · 2024 · 2025
België · Duitsland · Finland · Frankrijk · Griekenland · Ierland · Israël · Italië · Joegoslavië · Luxemburg · Monaco · Nederland · Noorwegen · Oostenrijk · Portugal · Spanje · Verenigd Koninkrijk · Zwitserland